# 宝樹
宝樹（バオシュー、Baoshu、1980年 -）は、中華人民共和国のSF作家。四川省広元市生まれ。北京大学卒業。ルーヴァン・カトリック大学で哲学の修士号を取得。新垣平（シン・ユエンピン）の名で武侠小説も著す。本名は李俊（リ・ジュン）。
劉慈欣の「三体」シリーズの二次創作、『三体X　観想之宙』（2011年）を書き、それが公式二次創作として出版されたことで知られる。

## 日本語訳作品
- 「だれもがチャールズを愛していた」稲村文吾訳、『S-Fマガジン』2019年8月号、早川書房
- 「金色昔日」中原尚哉訳、ケン・リュウ編『月の光　現代中国SFアンソロジー』2020年3月、早川書房
- 「我らの科幻世界」阿井幸作訳、『S-Fマガジン』2020年12月号、早川書房
- 「時の祝福」大久保洋子訳、『移動迷宮 中国史SF短篇集』2021年6月、中央公論新社
- 『時間の王』稲村文吾・阿井幸作訳、早川書房、2021年9月
  - 「日本語版『時間の王』の出版に寄せて」
  - 「穴居するものたち」
  - 「三国献麵記」
  - 「成都往事」
  - 「最初のタイムトラベラー」
  - 「九百九十九本のばら」
  - 「時間の王」
  - 「暗黒へ」
- 『三体X 観想之宙』大森望・光吉さくら・ワン・チャイ訳、早川書房、2022年7月
- 「美食三品」立原透耶訳、『紙魚の手帖』vol.21 FEBRUARY 2025、東京創元社